# Revision Control System
Revision Control System (RCS) is een versiebeheersysteem.

## Overzicht
RCS is een geheel van UNIX-commando’s voor het beheren van verschillende versies van bestanden. De primaire functie is het beheer van zogenaamde revision groups; een geheel van tekstdocumenten die uit elkaar zijn verder geëvolueerd. Een nieuwe revision wordt gecreëerd door manueel een bestaande te veranderen. Deze worden dan georganiseerd in een soort van stamboom. Hier is de stam dan de eerste revision en door dan de weg naar de uiteinden te volgen kan men zien welke revsion uit welke is geëvolueerd.
Alsook zijn er flexibele selectie functies voor het samenstellen van configuraties waarbij gebruik samen met MAKE resulteert in een krachtig pakket voor versie controle.
RCS biedt ook mogelijkheden voor updates samen te stellen met gebruikersmodificaties en voor automatische identificatie. Identificatie is het aanbrengen van unieke markers op revisions en configuraties die duidelijk moeten maken over welke configuratie het gaat.
Oorspronkelijk was het bedoeld voor programma’s, maar het is ook nuttig voor een tekst die regelmatig verandert waarvan de vorige versies ook moeten worden bijgehouden. Het is succesvol toegepast op tekst voor tekeningen, documentatie, specificatie en test data van brieven en artikels.

## Voor- en nadelen
In single-user-scenario’s, zoals serverconfiguratie of automatiseringsscripts, heeft RCS meestal de voorkeur als Revision Control-tool, omdat het simpel is en geen centrale opslagplaats nodig heeft voor revisions. Hierdoor is het ook betrouwbaar wanneer het systeem niet in optimale conditie is. Ook zijn de back-up-files gemakkelijk zichtbaar voor administratie zodat de bediening vrij eenvoudig is.
Er is geen ingebouwd fraudebeschermingsysteem, omdat gebruikers die met RCS een file identificeren ook direct de overeenkomstige controlefile kunnen manipuleren. Dit leidt wel tot enige achterdocht waardoor sommige administrators kiezen voor een systeem dat de gebruikersmogelijkheden beperkt.